# Ігор Невес
Ігор Невес Алвес (порт.-браз. Igor Neves Alves; нар. 13 березня 1999, Парана, Бразилія) — бразильський футболіст, нападник львівських «Карпат».

## Життєпис
Народився в штаті Парана. Вихованець юнацьких та молодіжних команд бразильських клубів «Атлетіку Паранаенсі», «Тріесте» та «Крісіума».
Дорослу футбольну кар'єру розпочав за кордоном, у 2019 році виїхав до Мексики, де підписав контракт з нижчоліговим «Атлетіко Рейноса». На початку липня 2020 року перебрався до «Канкуна». У футболці нового клубу дебютував 11 вересня 2020 року в переможному (3:2) виїзному поєдинку 4-го туру Ліги де Ассенсо (другий дивізіон чемпіонату Мексики) проти «Атлетіко» (Морелія). Ігор вийшов на поле в стартовому складі, на 32-й хвилині відзначився голом, а на 46-й хвилині його замінив чилієць Ісаак Діас. За півтора сезони, проведені в «Канкуні», зіграв 28 матчів та відзначився 6-ма голами.
У середині січня 2022 року став гравцем нікарагуанського «Реал Естелі». У Лізі Прімера дебютував 6 лютого 2022 року в нічийному (0:0) поєдинку 2-го туру проти «Реал Мадріза». Невес вийшов на поле в стартовому складі, на 81-й хвилині отримав жовту картку, а на 83-й хвилині його замінив Брендон Аєрдіс. Першими голами за «Реал Естелі» відзначився 4 березня 2022 року на 7-й та 69-й хвилинах переможного (3:0) домашнього поєдинку 7-го туру Ліги Прімери проти УНАНа (Манагуа). Ігор вийшов на поле в стартовому складі та відіграв увесь матч. У першій половині сезону 2022/23 років зіграв 17 матчів та відзначився 5-ма голами у вищому дивізіоні чемпіонату Нікарагуа. На початку липня 2022 року перебрався до «Аль-Джазіри Аль-Амра» з першого дивізіону чемпіонату ОАЕ.
На початку липня 2023 року підписав контракт з львівськими «Карпатами».

## Досягнення
«Реал Естелі»
- Ліга Прімера
  -  Срібний призер (1): 2021/22 (Апертура)